# Prince Éric (Disney)
Pour les articles homonymes, voir Le Prince Éric et Le Prince Éric (bande dessinée).
Le Prince Éric est un personnage de fiction qui est apparu pour la première fois dans le long métrage d'animation La Petite Sirène (1989). Il est inspiré du prince du conte d'Hans Christian Andersen, La Petite Sirène. Le personnage apparaît dans la suite du film : La Petite Sirène 2 : Retour à l'océan (2000) ainsi qu'une série télévisée, La Petite Sirène.

## Description
Le personnage du Prince Éric est basé sur le prince du conte d'Hans Christian Andersen, mais il fut adapté et modifié par l'écrivain Roger Allers pour le film de Disney.
En dépit d'être de la royauté, Eric est un marin accompli qui s’est souvent vu participer à diverses tâches à bord des navires de sa propre flotte. Éric est également montré comme étant un timonier qualifié : il participe au pilotage des navires dans les deux films (1989 et 2000). Le premier film affiche bien cette compétence. En effet dans la scène finale, son talent lui sert à tuer la sorcière des mers : Ursula. On le voit souvent en mer lors d'expédition de pêche où de batailles navales. Il est, la plupart du temps, accompagné par Grimsby, son serviteur et confident personnel. 

### Apparence
Il a les cheveux noirs, des yeux bleus et il est assez grand

## Interprètes
- Voix originales : Christopher Daniel Barnes, Rob Paulsen (La Petite Sirène 2 : Retour à l'océan) et Jeff Bennett (série télévisée)
- Jonah Hauer-King dans le film en prises de vues réelles La Petite Sirène

- Voix françaises : Thierry Ragueneau (Doublage Original 1989) et Bruno Choël (Redoublage 1997)